# Селишта (Билећа)
Селишта су насељено мјесто у општини Билећа, Република Српска, БиХ. Према попису становништва из 1991. у насељу је живјело 55 становника. На попису становништва 2013. године, према подацима Агенције за статистику Босне и Херцеговине пописано је 42 становника.

## Становништво
| Националност       | 1991. | 1981. | 1971. | 1961. |
| Срби               | 54    | 66    |       |       |
| Југословени        |       | 3     |       |       |
| остали и непознато | 1     |       |       |       |
| Укупно             | 55    | 69    | '     | '     |

| Демографија | Демографија | Демографија |
| Година      | Становника  | Становника  |
| ----------- | ----------- | ----------- |
| 1961.       | 144         |             |
| 1971.       | 94          |             |
| 1981.       | 69          |             |
| 1991.       | 55          |             |